# Associació Europea d'Atletisme
L'Associació Europea d'Atletsime, fundada el 1934 dins World Athletics, és un conjunt d'associacions per promoure l'atletisme als països d'Europa. Un dels seus objectius és organitzar el Campionat d'Europa d'atletisme, celebrat cada quatre anys fins al 2010, i posteriorment cada dos anys. El primer campionat es va celebrar el mateix 1934 a Torí.
Té la seu a Lausana i compta amb un president que coordina les federacions estatals (50 reconegudes). L'actual president és Hansjörg Wirz.

## Federacions membres
| Nació                | Organització |
| -------------------- | --- |
| Albània              | Federata Shqiptare e Atletikes                                                                                     |
| Andorra              | Federació Andorrana d'Atletisme                                                                                    |
| Armènia              | Athletic Federation of Republic of Armenia                                                                         |
| Àustria              | Österreichischer Leichtathletik-Verband                                                                            |
| Azerbaidjan          | Azerbaijan Athletics Federation                                                                                    |
| Belarús              | Belarus Athletic Federation                                                                                        |
| Bèlgica              | Ligue Royale Belge d'Athlétisme Flemish Athletics Liga (Vlaamse Atletiekliga) Ligue Belge Francophone d'Athlétisme |
| Bòsnia i Hercegovina | Athletic Federation of Bosnia and Herzegovina                                                                      |
| Bulgària             | Bulgarian Athletic Federation                                                                                      |
| Croàcia              | Hrvatski Atletski Savez                                                                                            |
| Xipre                | The Amateur Athletic Association of Cyprus                                                                         |
| Txèquia              | Český atletický svaz                                                                                               |
| Dinamarca            | Dansk Atletik Forbund                                                                                              |
| Estònia              | Eesti Kergejõustikuliit                                                                                            |
| Finlàndia            | Suomen Urheiluliitto - Finlands Friidrottsförbund                                                                  |
| França               | Fédération Française d'Athlétisme                                                                                  |
| Geòrgia              | Athletic Federation of Georgia                                                                                     |
| Alemanya             | Deutscher Leichtathletik Verband                                                                                   |
| Gibraltar            | Gibraltar Amateur Athletic Association                                                                             |
| Regne Unit           | UK Athletics |
| Grècia               | Hellenic Amateur Athletic Association                                                                              |
| Hongria              | Magyar Atlétikai Szövetség                                                                                         |
| Islàndia             | Frjálsíþróttasamband Íslands                                                                                       |
| Irlanda              | Athletics Association of Ireland                                                                                   |
| Israel               | Israeli Athletic Association                                                                                       |

| Nació              | Organització                                     |
| ------------------ | ------------------------------------------------ |
| Itàlia             | Federazione Italiana di Atletica Leggera         |
| Letònia            | Latvijas Vieglatlētikas Savienība                |
| Liechtenstein      | Liechtensteiner Turn- und Leichtathletik-Verband |
| Lituània           | Lietuvos lengvosios atletikos federacija         |
| Luxemburg          | Fédération Luxembourgeoise d'Athlétisme          |
| Macedònia del Nord | Atletska Federacija na Makedonija                |
| Malta              | Malta Amateur Athletic Association               |
| Moldàvia           | Federatia de Atletism din Republica Moldova      |
| Mònaco             | Fédération Monégasque d'Athlétisme               |
| Montenegro         | Athletic Federation of Montenegro                |
| Països Baixos      | Koninklijke Nederlandse Atletiek Unie            |
| Noruega            | Norges Fri-Idrettsforbund                        |
| Polònia            | Polski Zwiazek Lekkiej Atletyki                  |
| Portugal           | Federação Portuguesa de Atletismo                |
| Romania            | Federatia Romana de Atletism                     |
| Rússia             | All-Russia Athletic Federation                   |
| San Marino         | Federazione Sammarinese Atletica Leggera         |
| Sèrbia             | Atletski Savez Srbije                            |
| Eslovàquia         | Slovenský atletický zväz                         |
| Eslovènia          | Atletska Zveza Slovenije                         |
| Espanya            | Real Federación Española de Atletismo            |
| Suècia             | Svenska Friidrottsförbundet                      |
| Suïssa             | Schweizerischer Leichtathletik-Verband           |
| Turquia            | Türkiye Atletizm Federasyonu                     |
| Ucraïna            | Ukrainian Athletic Federation                    |